# Guano

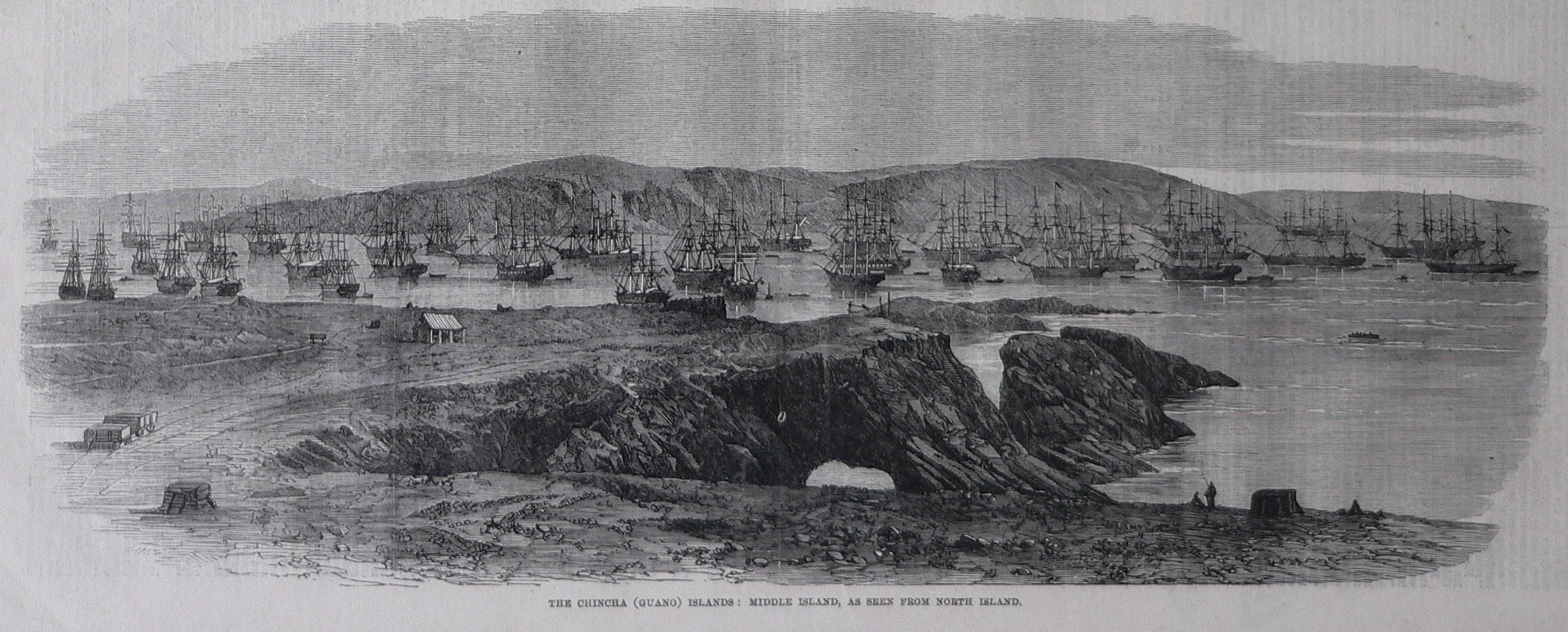
As ilhas Chincha de guano, no Peru, em 21 de Fevereiro de 1863

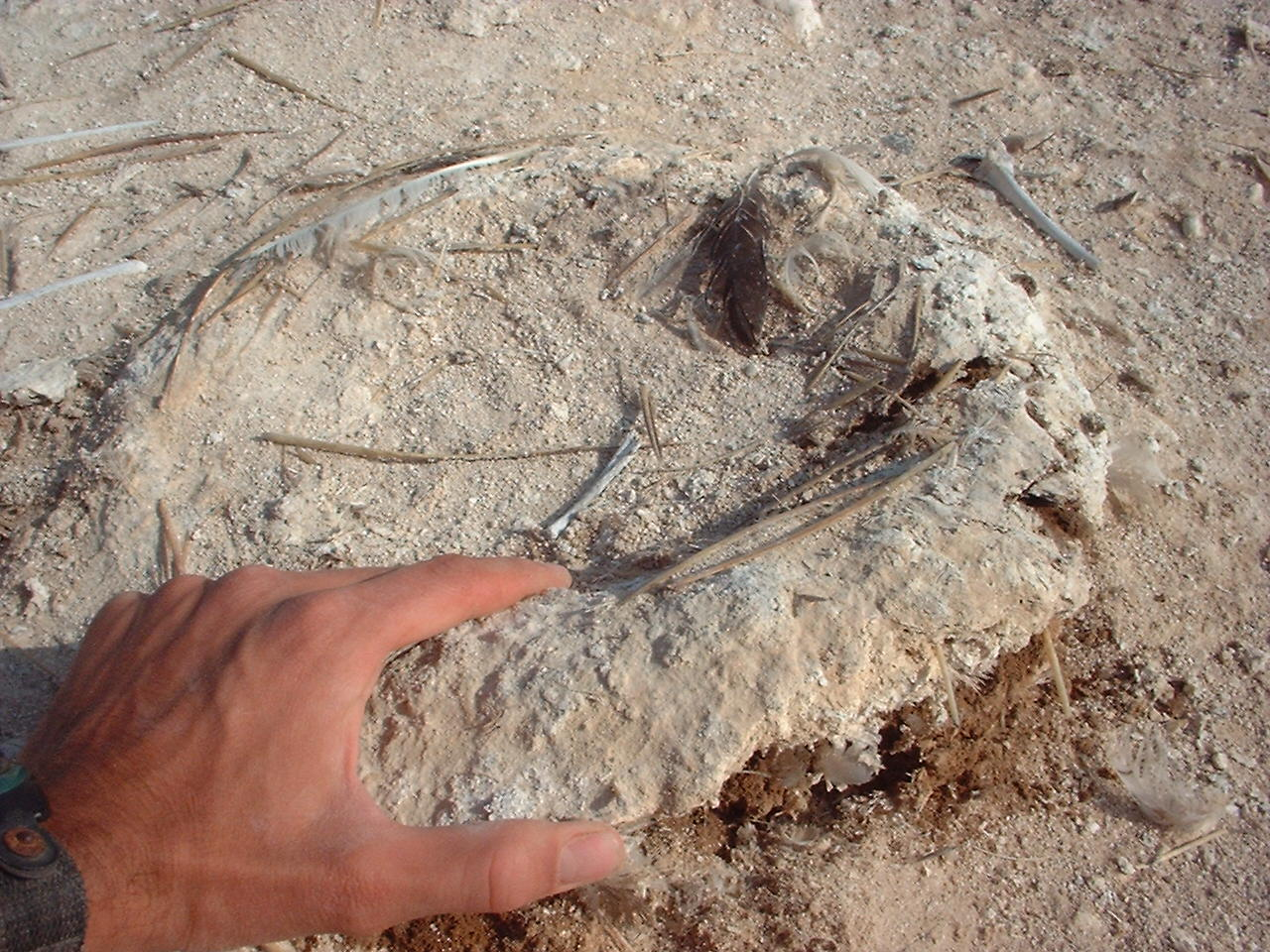
O ninho de um Atobá-peruano (Sula variegata) é feito de guano

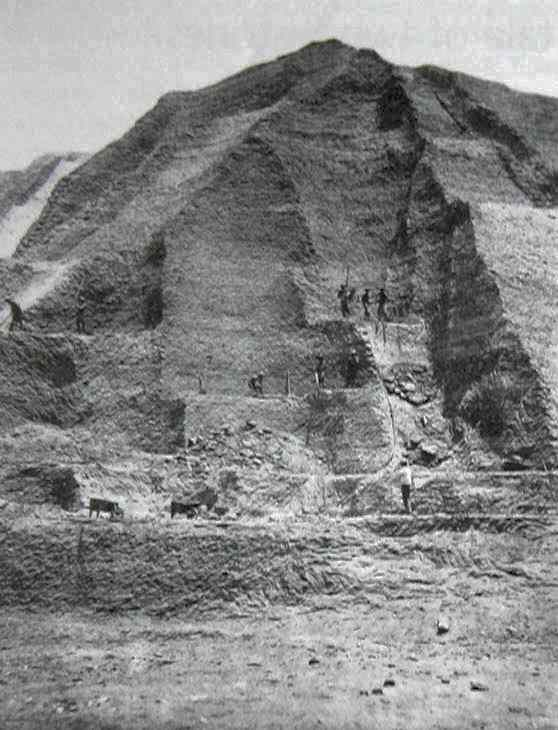
Mineração de guano

Guano é o estado das fezes de aves e morcegos quando estas se acumulam. Pode ser usado como um excelente fertilizante devido aos seus altos níveis de nitrogénio. O solo que é deficiente em matéria orgânica pode tornar-se mais produtivo com a adição dos escrementos. 
O guano é composto de amoníaco, ácido úrico, ácido fosfórico, ácido oxálico, ácido carbônico, sais e impurezas da terra.
O guano é coletado em várias ilhas do Oceano Pacífico (principalmente nas do Peru) e em outros oceanos. Estas ilhas tem sido o habitat de colônias de aves marinhas por séculos, acumulando vários metros deste material.
No século XIX os europeus invadiram as ilhas peruanas e do Caribe depredando quase todos os recursos de guano existentes na costa do Pacífico, fortunas foram feitas e a exploração do guano se propagou a todos os cantos da Terra.
Continua existindo uma grande demanda por guano peruano, por este ser um fertilizante natural.
Estudos mineralógicos indicam que o guano é fundamentalmente composto por minerais como a hidroxiapatita, apatita, variscita e crandalita.
Os fosfatos estão entre os fertilizantes mais importantes e eficientes e são usados intensivamente na agricultura, pecuária e nas indústrias químicas.